# Haematopota bizonata
Haematopota bizonata är en tvåvingeart som beskrevs av Schuurmans Stekhoven 1932. Haematopota bizonata ingår i släktet Haematopota och familjen bromsar. Inga underarter finns listade i Catalogue of Life.